# コルティーナ・ダンペッツォ
コルティーナ・ダンペッツォ（イタリア語: Cortina d'Ampezzo [korˈtiːna damˈpɛttso]）は、イタリア共和国ヴェネト州ベッルーノ県にある、人口約5,800人の基礎自治体（コムーネ）。
ドロミーティ山脈の麓、アンペッツォ地方の中心地であり、登山やウィンタースポーツの拠点となるリゾート地である。
1956年には、この町を中心に冬季オリンピック（第7回大会）が行われた。2026年には再び冬季オリンピック（第25回大会）がミラノとの共催で行われる予定。

## 名称
「コルティーナ・ダンペッツォ」は「アンペッツォ地方のコルティーナ」という意味であり、単に「コルティーナ」とも呼ばれる。イタリア語以外の言語では以下のように呼ばれる。
- ラディン語: Anpezo または Ampëz
- ドイツ語: Hayden

日本語文献では「コルティーナ・ダンペッツォ」のほか、「コルティナ・ダンペッツォ」、「コルチナ・ダンペッツォ」などと書かれる（中黒を記さない場合もある）。

## 地理

### 位置・広がり
ベッルーノ県北部、ヴァッレ・ダンペッツォ (it:Valle d'Ampezzo) に所在する町で、アンペッツォ地方の中心地である。県都ベッルーノから北へ約45km、リエンツから西南へ約58km、ボルツァーノから東へ約60km、州都ヴェネツィアから北へ約124kmの距離にある。
自治体としてのコルティーナ・ダンペッツォは、254.51km2とベッルーノ県で最も広い面積をもち、北にボルツァーノ自治県（南チロル）と境を接する。

#### 隣接コムーネ
隣接するコムーネは以下の通り。括弧内のBZはボルツァーノ自治県（トレンティーノ＝アルト・アディジェ州）所属を示す。
- ブラーイエス (BZ) - 北
- ドッビアーコ (BZ) - 北東
- アウロンツォ・ディ・カドーレ - 東
- サン・ヴィート・ディ・カドーレ - 南
- コッレ・サンタ・ルチーア - 南西
- リヴィナッロンゴ・デル・コル・ディ・ラーナ - 西
- バディーア (BZ) - 北西
- マレッベ (BZ) - 北西

- 市街中心部
- 市街

### 地勢

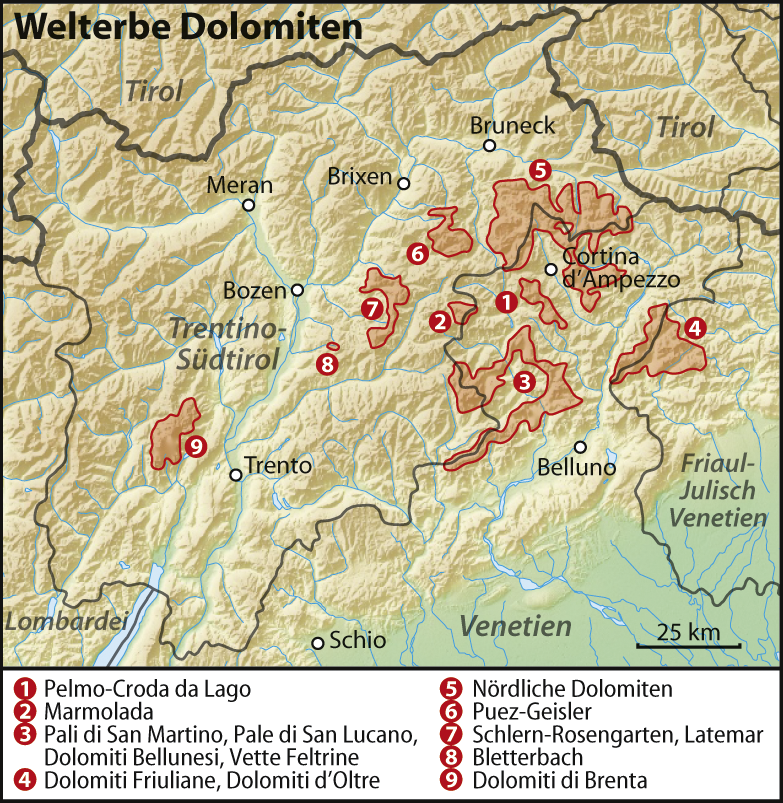
世界遺産「ドロミーティ」

ドロミーティの山岳地帯に位置する。

## 歴史
中世にはアクイレイア総司教領 (Patria del Friuli) であり、ついで神聖ローマ帝国の管轄下に入った。
1420年、ヴェネツィア共和国によって征服された。1508年にはオーストリア（ハプスブルク君主国）に征服され、1511年までにこの地の住民はマクシミリアン1世に忠誠を誓った。以後、1920年までこの地はハプスブルク家が領有したが、ドイツ語話者は少数にとどまり、在来のラディン語（レト・ロマンス語群の言語）が維持され、ドイツ語圏に入ることはなかった。
1918年までこの地はオーストリアの主権下にあり（1867年のアウスグライヒ以後はオーストリア帝冠領）、ティロル伯領におかれた21の行政区（Bezirkshauptmannschaften）の一つ、アンペッツォの首邑であった。18世紀の終わりから19世紀初めにかけての時期には、この地はイギリス人観光客が訪れる土地となった。
第一次世界大戦にイタリア王国が参戦した1915年当時、この村の男性のほとんどはオーストリア軍に参加し、ロシア戦線で戦っていた。村には男性住民は669人が残っており（ほとんどは16歳未満か50歳以上）、イタリア軍と戦うことを試みた。しかし、イタリア軍に対する劣勢はいかんともしがたく、彼らは退却せざるを得なかった。1917年、オーストリアが反攻を開始すると、この村はティロルの民兵（Standschützen）によって占領された（イタリア戦線 (第一次世界大戦) 参照）。第一次世界大戦はイタリアの勝利に終わり、この地はイタリア領となった。
第一次世界大戦後、アンペッツォ谷にあった6つの村のうち中央にあった集落の名をとり、コルティーナ・ダンペッツォがコムーネの名となった。戦前と同様、イタリア人の上流階級に人気の観光地となった。1921年には、第一次世界大戦中にオーストリアが敷設した軍用軽便鉄道を利用し、ドロミティ鉄道 (it:Ferrovia delle Dolomiti) （カラルツォ・ディ・カドーレ - コルティーナ・ダンペッツォ - ドッビアーコ）が開通した（第二次世界大戦後の1960年代に廃止）。
1944年の第5回冬季オリンピック（コルチナ・ダンペッツオオリンピック）の開催地として決定していたが、第二次世界大戦のために開催中止となった。
1956年、第7回冬季オリンピック（コルチナ・ダンペッツオオリンピック）が行われた。オリンピックの開催によって世界的な知名度を得たコルティーナ・ダンペッツォは、観光の大衆化（マスツーリズム）が進行した。オリンピックに際して、コルティーナ空港 (Cortina Airport) が開設されたが、その後閉鎖されている。
2026年、第25回冬季オリンピック（ミラノ・コルティナダンペッツォオリンピック）がミラノと共催で行われる予定。

## 行政

### 分離集落
コルティーナ・ダンペッツォには以下の分離集落（フラツィオーネ）がある。
- Acquabona di Sopra, Acquabona di Sotto, Alverà, Bigontina di Sopra, Bigontina di Sotto, Cadelverzo di Sopra, Cadelverzo di Sotto, Cademai, Cadin di Sotto, Cadin di Sopra, Campo di Sopra, Campo di Sotto, Chiamulera, Chiave, Cianderies, Coiana, Col, Cortina, Crignes, Doneà, Fiames, Fraina, Gilardon, Grava di Sopra, Grava di Sotto, Guargné, Lacedel,La Riva, Manaigo, Maion di Sopra, Maion di Sotto, Meleres, Mortisa, Pecol, Pezié, Pian da Lago, Pierosà, Pocol, Pontechiesa, Ronco, Salieto, Senorié, Socol, Socus, Staolin, Val di Sopra, Val di Sotto, Verocai, Vera, Zuel di Sopra, Zuel di Sotto

## 社会

### 言語

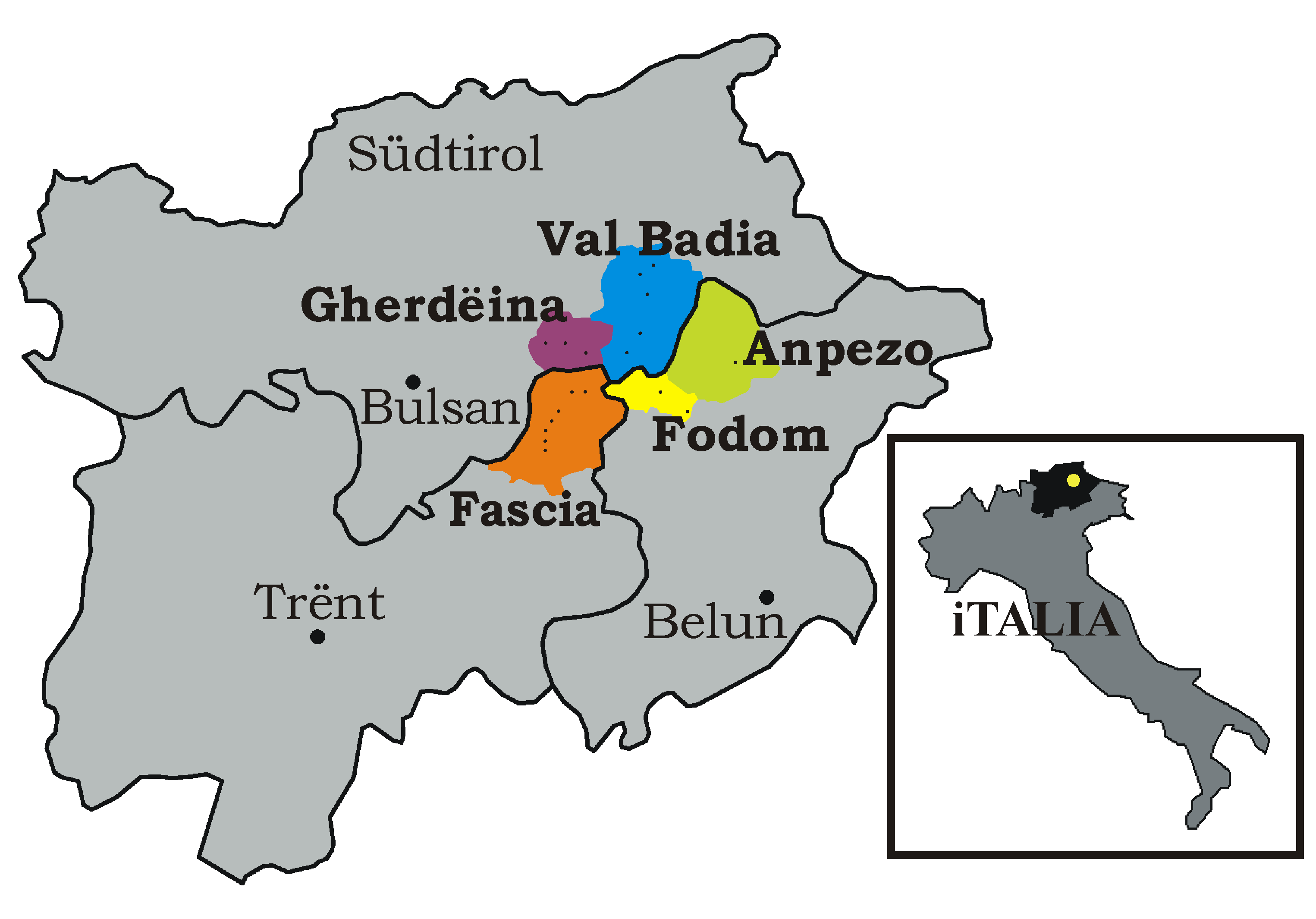
ラディニア

レト・ロマンス語群に属する少数言語ラディン語の話者が多数を占める。「ラディニア」と呼ばれる地域を構成する18コムーネのひとつである。

### 経済・産業
ドロミーティの東の入り口として、夏はハイキング、冬はスキーやスノーボードなどのウィンタースポーツを目当てにした観光が盛んで、ウィンタースポーツのシーズンには、ヨーロッパのみならず世界各国から観光客が訪れる。
その為、別荘が多く存在する他、ホテルやペンションなどの宿泊施設が充実しており、長距離滞在者向けの安宿から高級ホテルまで、各種の宿泊施設が点在している。
また、観光客目当ての土産物店やグッチやブルガリなどの高級ファッションブランドのブティック、スキーやスノーボード客向けのショップも市内中心地を中心に多数存在する。
伝統的な産業としては、木彫や金属細工といった工芸品の生産がある。

## スポーツ

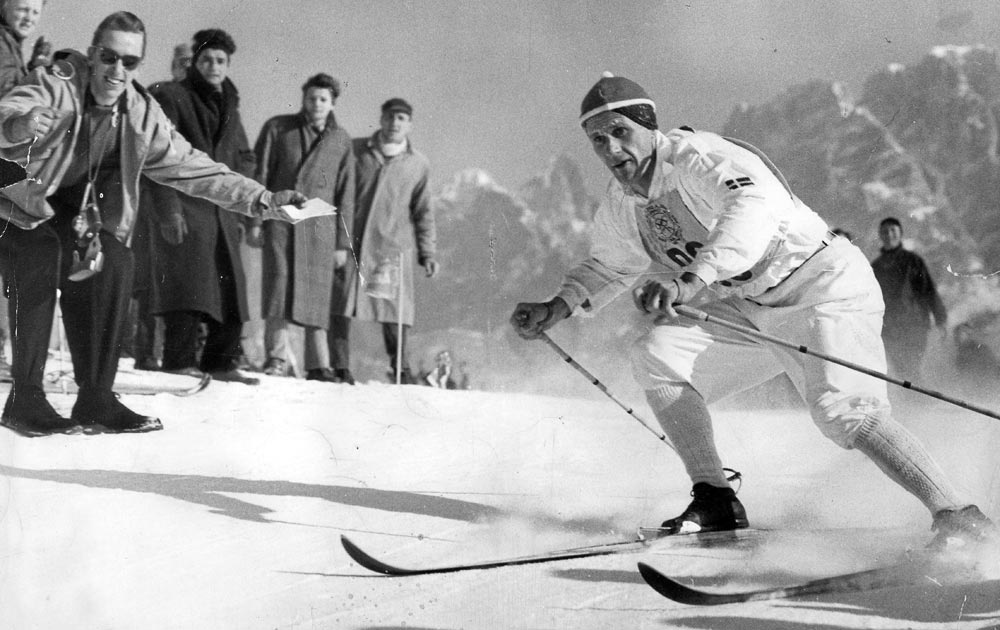
コルチナ・ダンペッツオオリンピックでのクロスカントリースキー競技（選手はシクステン・イェルンベリ）

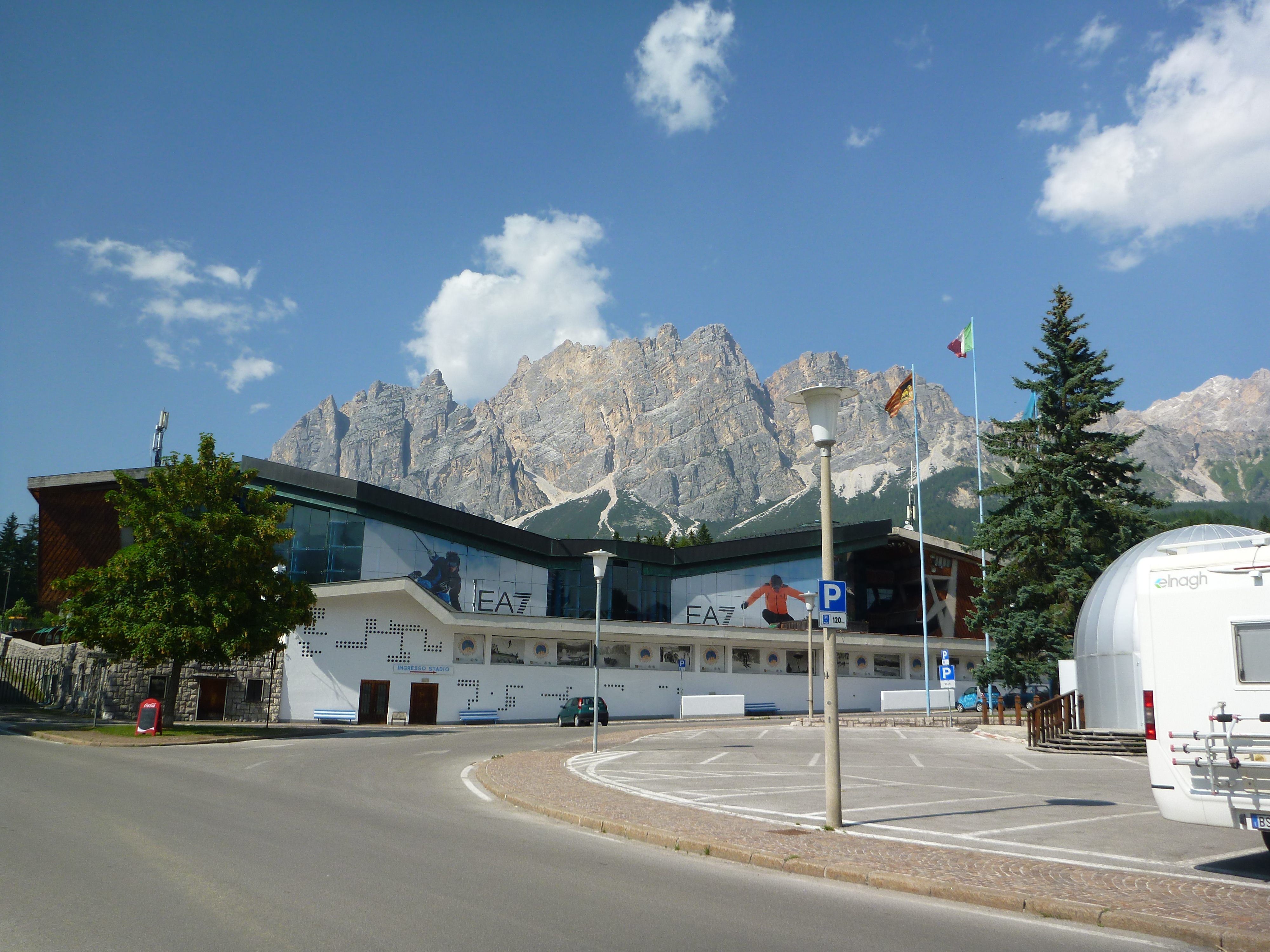
オリンピックスタジアム（2013年撮影）

コルティーナ・ダンペッツォでは、以下のような国際競技会が開催されている（もしくは、開催を予定されていた）。
- 1927年ノルディックスキー世界選手権
- 1932年アルペンスキー世界選手権
- 1941年アルペンスキー世界選手権（第二次世界大戦後に公認記録から抹消）
- 1941年ノルディックスキー世界選手権（第二次世界大戦後に公認記録から抹消）
- 1944年コルチナ・ダンペッツオオリンピック（中止）
- 1956年コルチナ・ダンペッツオオリンピック
- 1963年世界フィギュアスケート選手権
- 2000年アーチェリー世界選手権
- 2009年世界ミックスダブルスカーリング選手権
- 2010年世界カーリング選手権（男子）
- (予定)2026年ミラノ・コルティナダンペッツォオリンピック・パラリンピック（ミラノとの共催）

## 人物

### おもな出身者
- リーノ・ラチェデッリ（英語版） - 登山家。

## 姉妹都市
- カットーリカ、イタリア 1971年
- スカルドゥ、パキスタン 2010年

## その他
- 白馬コルチナ国際スキー場 - コルティーナ・ダンペッツォに因んだ長野県のスキー場。